# Samuel Siegfried Karl von Basch

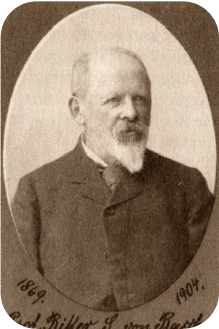
Samuel Siegfried Karl von Basch

Samuel Siegfried Karl Ritter von Basch (9 tháng 9 năm 1837, Praha – 25 tháng 4 năm 1905) là bác sĩ người Áo - Do Thái. Ông là thầy thuốc riêng của hoàng đế Maximilian I Mexico và là người phát minh ra máy đo huyết áp.
Basch đào tạo tại Đại học Karl ở Praha và Đại học Viên. Năm 1857, ông nghiên cứu hóa học tại phòng thí nghiệm của Ernst Wilhelm von Brücke ở Viên, và 5 năm sau đó bắt đầu hành nghề y. Ông là trợ lý của Leopold Ritter von Dittel, Eduard Jäger von Jaxtthal, Ludwig Türck và Eugen Kolisko (1811 – 1884) tại Đại học Viên. Năm 1864, Basch được bổ nhiệm làm bác sĩ phẫu thuật chính của bệnh viện quân y tại Puebla, Mexico. Ngay sau đó, ông được bổ nhiệm làm bác sĩ riêng của hoàng đế Maximilian I cho đến khi vị hoàng đế này bị hành quyết xử bắn tại Querétaro vào ngày 19 tháng 6 năm 1867.
Năm 1870 Basch được bổ nhiệm làm giảng viên bộ môn bệnh học thực nghiệm tại Đại học Viên, và năm 1877 trở thành trợ lý giáo sư. Ông được Hoàng đế Franz Joseph I của Áo tôn vinh.

## Tác phẩm
Tác phẩm nổi tiếng nhất của Basch là Erinnerungen aus Mexico (1868). Tác phẩn này do hoàng đế Maximilian yêu cầu. Ngoài ra, ông cũng viết cho các tạp chí một số bài báo về mô học tá tràng, giải phẫu bàng quang và hệ tiết niệu và tác dụng sinh lý của nicotin.